# Robert Trujillo
Robert Trujillo, född Roberto Agustín Miguel Santiago Samuel Perez de la Santa Concepción Trujillo Veracruz Bautista, född 23 oktober 1964 i Santa Monica, Kalifornien, är en amerikansk basist, som spelat med Suicidal Tendencies, Infectious Grooves, Cyco Miko, Black Label Society, Glenn Tipton och Ozzy Osbourne innan han i februari 2003 blev medlem i Metallica.  Trujillo växte upp i Venice, Kalifornien och spelade i ett par lokala band innan han gick med i Suicidal Tendencies 1989 och ersatte den tidigare basisten Bob Heathcote. Hans arbete med Suicidal Tendencies anses enastående och han plockade in funk-influenser i bandet vilket märks tydligt på skivorna Lights...Camera...Revolution! och Art Of Rebellion. Han startade senare även Infectious Grooves med bandkamraten i Suicidal Tendencies Mike Muir.
Robert Trujillo blev Metallicas nuvarande basist den 24 februari 2003 efter en audition, och ersatte därmed Jason Newsted som hade lämnat bandet drygt två år tidigare. Metallica erbjöd Trujillo en miljon dollar i förskott på procenten han skulle tjäna på att vara med i bandet. Hans audition finns med i filmen Some Kind of Monster. Hans första album med Metallica, Death Magnetic, släpptes den 12 september 2008. Han är av mexikansk härkomst.
Trujillo använder sig av elbasar från Music Man och Warwick

## Diskografi
- Black Label Society
  - 1919 Eternal - 2002
  - Boozed, Broozed, and Broken-Boned (Live DVD) - 2002
- Jerry Cantrell
  - Degradation Trip - 2002
  - Degradation Trip Volumes 1 & 2 - 2002
- Infectious Grooves
  - The Plague That Makes Your Booty Move...It's the Infectious Grooves - 1991
  - Sarsippius' Ark - 1993
  - Groove Family Cyco - 1994
  - Mas Borracho - 2000
- Suicidal Tendencies
  - Controlled By Hatred/Feel Like Shit...Déjà Vu- 1989 (credited as "Stymee")
  - Lights...Camera...Revolution! - 1990
  - Art Of Rebellion - 1992
  - Still Cyco After All These Years -1993
  - Suicidal For Life - 1994
  - Prime Cuts: The Best of Suicidal Tendencies - 1997
- Glenn Tipton
  - Baptizm of Fire - 1997
- Mass Mental
  - How To Write Love Songs - 1999
  - Live In Tokyo - 2001
- Ozzy Osbourne
  - Down to Earth - 2001
  - Blizzard of Ozz Reissue - 2002
  - Diary of a Madman Reissue - 2002
  - Live at Budokan - 2002
- Metallica
  - St. Anger (endast live-DVD-framträdande) - 2003
  - Death Magnetic - 2008
  - Hardwired... To Self-Destruct - 2016
  - 72 Seasons - 2023